# Eucharis marani
Eucharis marani är en stekelart som beskrevs av Boucek 1956. Eucharis marani ingår i släktet Eucharis och familjen Eucharitidae. Inga underarter finns listade i Catalogue of Life.